# Nuevo San Carlos
Nuevo San Carlos est une ville du Guatemala.